# Skeletal Family
Skeletal Family — британская группа готического рока, созданная в Кейли, Уэст-Йоркшир, Англия, в декабре 1982 года. Группу создали бывшие участники более ранней группы The Elements, взяв название из песни Дэвида Боуи «Chant of the Ever Circling Skeletal Family» с альбома 1974 года Diamond Dogs. Шесть синглов и два альбома Skeletal Family входили в UK Indie Charts; Burning Oil LP в 1984 году возглавил альбомные инди-списки.

## История группы
В первоначальный состав группы входили Энн-Мари Херст (вокал), Стэн Гринвуд (гитара), Роджер «Тротвуд» Ноуэлл (бас-гитара), Ян «Карл Хайнц» Тейлор (клавишные/саксофон) и Стив Крейн (ударные). .[2][3] В 1983 году, после своего первого сингла "Tree", группа подписала контракт с независимым лейблом Red Rhino Records. Они записали свой первый сингл для Red Rhino "The Night" вскоре после потери своего оригинального барабанщика Крейна,[2] которого заменил Ховард Дэниелс.[2] Дэниелс вскоре ушел, присоединившись к My Pierrot Dolls, и его заменил Мартин Хендерсон (ранее участник The Last Laugh). Первый альбом Skeletal Family, Burning Oil, записанный за четыре дня и стоивший 640 фунтов стерлингов, был выпущен Red Rhino в августе 1984 года. Он возглавил британский независимый чарт, оставаясь в десятке лучших до конца года. Группа начала гастролировать с Sisters of Mercy во время тура Sisters 'First and Last and Always. Skeletal Family выпустили альбом Futile Combat в 1985 году вместе с синглом "Promised Land".
Херст и Хендерсон покинули группу, чтобы заняться новыми проектами. В конце концов Херст объединился с Гэри Марксом (ранее работавшим в The Sisters of Mercy) в Ghost Dance. Хендерсон присоединился к бывшему вокалисту March Violets Саймону Денби, чтобы создать группу Batfish Boys.
Бывшая бэк-вокалистка Colourfield Катрина Филлипс заменила Херста, а Кевин Хантер заменил Хендерсона. Джон Кларк присоединился в качестве второго гитариста. Группа подписала контракт с Chrysalis Records и выпустила в 1986 году два сингла «Restless» и «Just a Minute». Группа распалась позже в том же году после того, как Chrysalis бросила ее. Тротвуд и Хантер сформировали новую группу Say You.
В 2002 году Skeletal Family реформировалась, в нее вошли Гринвуд, Ноуэлл, Тейлор и Херст. Последнему пришлось бросить учебу из-за семейных обстоятельств, его ненадолго заменил Филлипс, а затем новая вокалистка Клэр Баннистер. Они отыграли несколько громких шоу, в том числе три раза Wave-Gotik-Treffen, а также фестиваль Drop Dead в Нью-Йорке. Этот состав выпустил альбом Sakura в мае 2005 года на Gepek Records.
Следующий альбом Skeletal Family, Songs of Love, Hope and Despair с участием нового басиста Джонни Лорримера, был выпущен Gepek в сентябре 2009 года. Два месяца спустя группа объявила, что снова распалась.
В 2012 году Херст, Ноуэлл и Гринвуд реформировали Skeletal Family с Оуэном Ричардсом на гитаре и Адрианом Осадзенко на барабанах.
В 2018 году Херст ушел, чтобы вместе с Энди Кузеном сформировать Killing Eve.
В 2019 году Тейлор вернулся, а Ханна Смолл была принята на работу в качестве новой вокалистки группы, выступающей с концертами в Великобритании и Ирландии. Затем Ханна ушла в 2020 году, чтобы сосредоточиться на своей сольной музыке, а Аннека Латта присоединилась к группе в 2021 году.
С новой вокалисткой Аннекой Латта группа написала и записала новый студийный альбом под названием «Light From The Dark», который должен выйти в апреле 2023 года.

## Состав
Нынешние члены
- Стэн Гринвуд — гитара (1982—1986, 2002—2009, 2012—наши дни)
- Роджер «Тротвуд» Ноуэлл — бас (1982–1986, 2002–2009, 2012–настоящее время)
- Ян «Карл Хайнц» Тейлор — клавишные/саксофон (1982–1983, 2002–2009, 2019-настоящее время)
- Адриан Осадзенко — ударные (2012–настоящее время)

- Аннека Латта - вокал (2021 – настоящее время)

Бывшие члены
- Ханна Смолл — вокал (2019—2020)
- Анн-Мари Херст — вокал (1982–1985, 2002, 2012–2018)
- Стив Крейн — ударные (1982–1983)
- Ховард Дэниэлс — ударные (1983)
- Мартин Хендерсон — ударные (1983–1985, 2002–2009)
- Ричард «Дик» Хокинс — ударные (1985)
- Кевин Хантер — ударные (1985–1986)
- Джон Кларк — гитара (1985–1986)
- Катрина Филлипс — вокал (1985—1986, 2002)
- Клэр Баннистер — вокал (2002–2009)
- Джонни Лорример — бас (2009)
- Оуэн Ричардс — гитара (2012)

## Дискография
- 1984 — Recollect
- 1984 — Burning Oil
- 1985 — Futile Combat
- 1985 — Together Burning
- 1986 — Ghosts
- 1994 — The Singles Plus 1983—1985
- 1995 — Burning Oil & Futile Combat
- 1995 — Gothic Rock Volume 2: 80’s Into 90’s
- 2001 — Promised Land… The Best Of The Skeletal Family
- 2001 — Burning Oil BONUS TRACKS
- 2005 — Sakura
- 2009 — Songs Of Love, Hope & Despair